# Acabaria gracillima
Acabaria gracillima är en korallart som först beskrevs av Ridley 1884.  Acabaria gracillima ingår i släktet Acabaria och familjen Melithaeidae. Inga underarter finns listade i Catalogue of Life.